# Vuelo
El vuelo es la acción de volar con cualquier movimiento o efecto a través del aire. También recibe el nombre de vuelo el desplazamiento de las naves espaciales más allá de la atmósfera terrestre.
Volar es desplazarse a través de un espacio tridimensional, con movimientos vectoriales o relativos en cualquier sentido. Ejemplos: los paracaidistas durante la caída libre, aunque van siempre hacia abajo, y vuelan a través del espacio de forma relativa.
En la literatura de ficción, también se asigna la capacidad de volar a determinados personajes tales como Peter Pan, Dumbo, Alan, el globo azulado (en el increíble mundo de Gumball), William, el ojo volador y Masami Clouder (también en el increíble mundo de Gumball), Pegaso (el caballo alado), los renos de Papá Noel, y además con las hadas, las brujas, los fantasmas, ciertos dragones, etc.
Diego Marín Aguilera, inventor español, es considerado el primer hombre que voló en la historia.

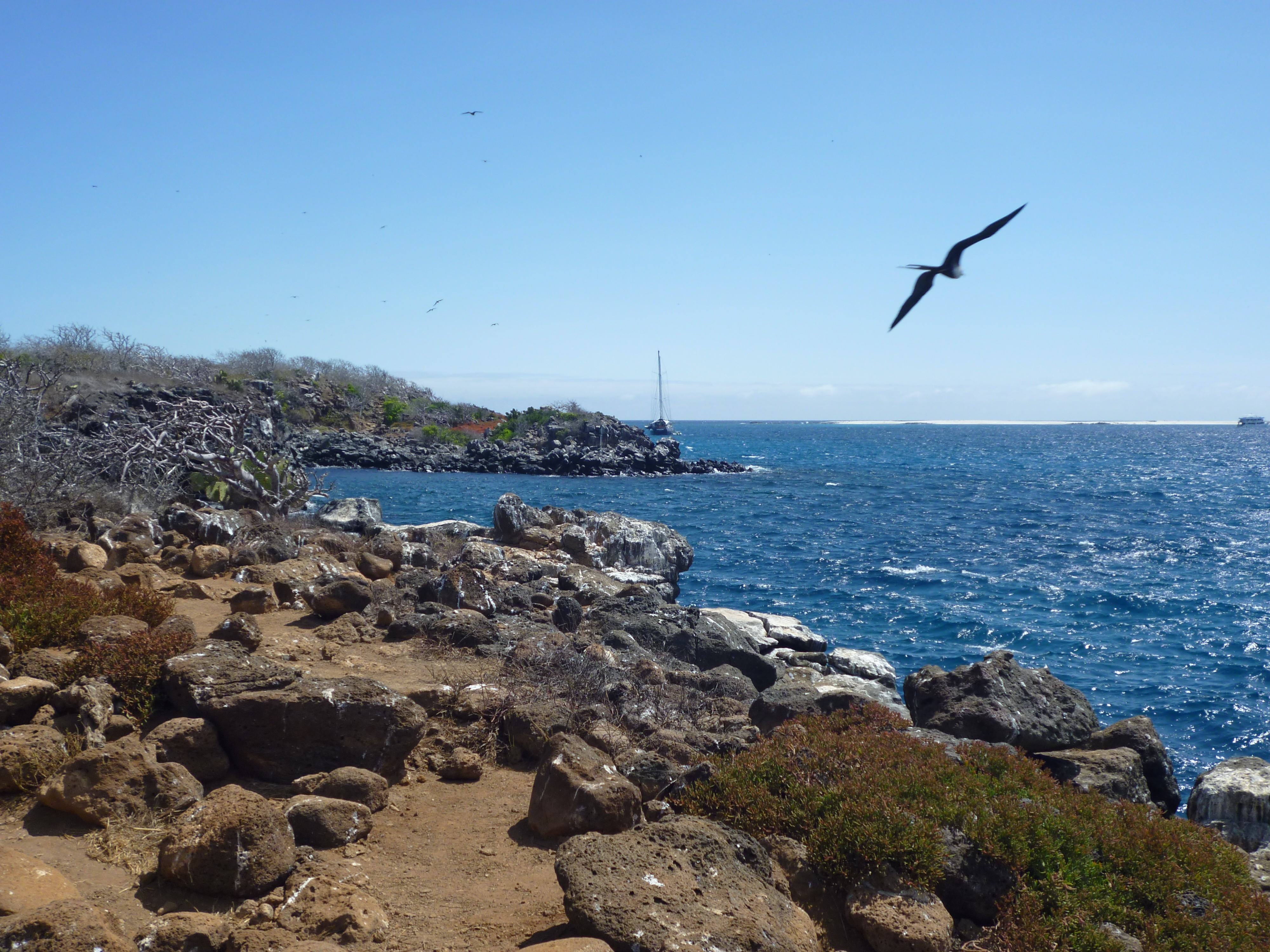
Ave volando en la costa de la isla Seymour Norte, en las Galápagos.

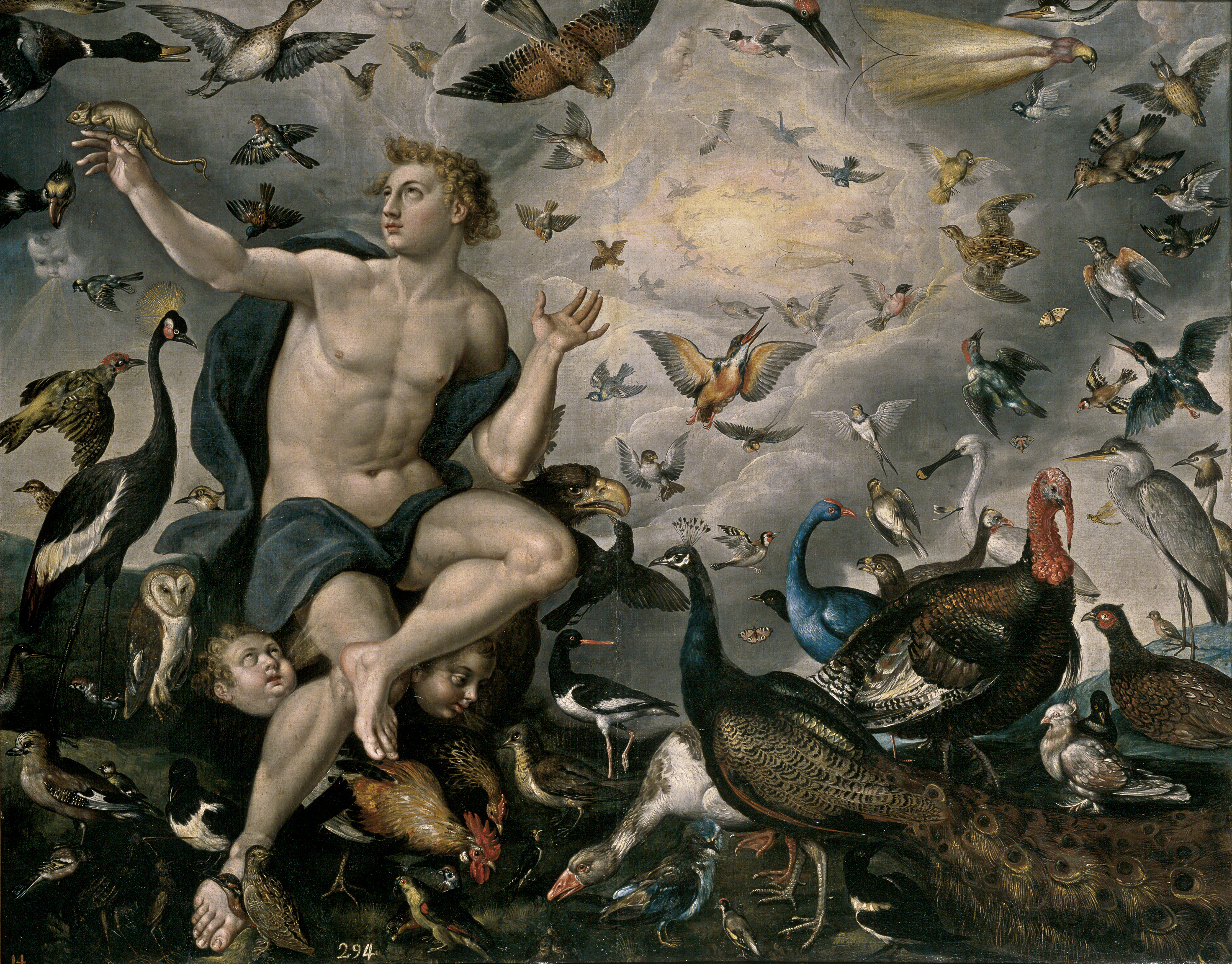
Alegoría del Aire, de Martín de Vos, Museo del Prado.

Los seres vivos que con más éxito han conseguido dominar el vuelo son la gran mayoría de los insectos y las aves, así como los murciélagos. Y entre los vertebrados extintos, destacan los pterosaurios, contemporáneos de los dinosaurios.
Las alas de cada uno de estos grupos de animales evolucionaron de forma separada a partir de diferentes estructuras.
Los murciélagos son los únicos mamíferos capaces de volar activamente. Sin embargo, hay varias especies de animales, como las ardillas voladoras, que pueden planear(vuelo no activo) de un árbol a otro gracias a unas membranas entre sus extremidades; algunos de estos animales pueden desplazarse cientos de metros de esta forma perdiendo muy poca altura.
La mayor parte de las aves vuelan, con algunas excepciones. El avestruz y el emú no pueden volar, igual que el extinto dodo, mientras que el pingüino, que tampoco vuela, ha adaptado sus alas para usarlas bajo el agua.
Muchas aves pequeñas que no pueden volar son nativas de islas pequeñas, y llevan un estilo de vida donde el vuelo no da muchas ventajas. El halcón peregrino es el animal más rápido del mundo; su velocidad terminal sobrepasa los 320 km/h.

## En la ficción
- Dumbo, el elefante creado por Disney, emplea sus exageradas orejas para volar.
- Muchos dragones se representan con alas.
- Papá Noel tiene un trineo tirado por renos voladores.
- Pegaso era un caballo alado de la mitología griega.

## Vuelo mecánico

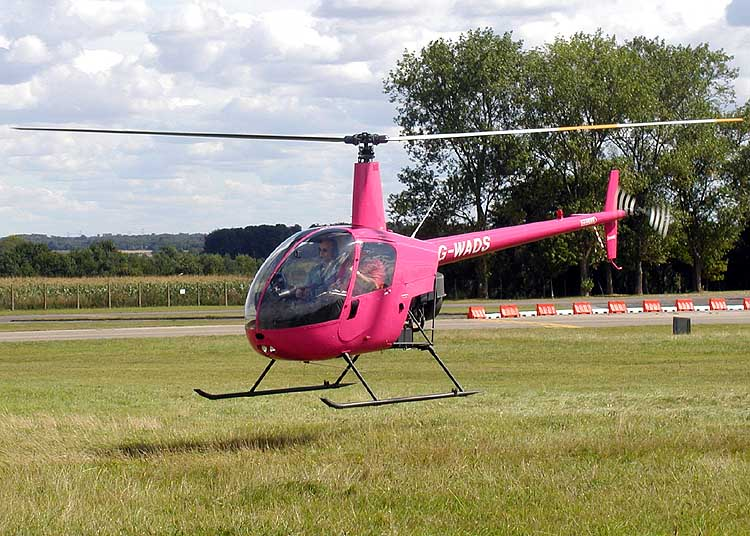
Vuelo mecánico: helicóptero Robinson R22 Beta.

Consultar Categoría:Mecánica del vuelo.
Las máquinas voladoras reciben el nombre de aeronaves y se pueden citar las siguientes:
- Aviones
- Dirigibles
- Helicópteros